# Хелена Рубинштајн
Хелена Рубинштајн (рођена Чаја Рубинштајн; Краков 25. децембар 1872 — Менхетн 1. април 1965) била је пољска и америчка пословна жена, колекционарка уметности и филантроп. Као козметички предузетник, била је оснивач и епоним козметичке компаније Helena Rubinstein Incorporated, што ју је учинило једном од најбогатијих жена на свету.

## Биографија
Хелена Рубинштајн је била најстарија од осам ћерки рођених у породици пољских Јевреја, Аугусте – Гите (Гител) Шаиндел Рубинштајн рођене Силберфелд и Хорација – Нафтоли Херц Рубинштајна. Њен отац је био трговац у Кракову, у Малопољској, који је тада окупирала Аустро-Угарска након поделе Пољске крајем 18. века. Егзистенцијалистички филозоф Мартин Бубер био је њен рођак. Она је такође била рођака мајке библиотекарке Рут Рапапорт.

### Селидба у Аустралију
Након што је одбила уговорени брак, Рубинштајнова је 1896. емигрирала из Пољске у Аустралију, без новца и са мало знања енглеског језика. Њена елегантна одећа и млечни тен нису, међутим, прошли незапажено међу градским дамама, и убрзо је нашла одушевљене купце за теглице крема за лепоту. Приметила је пијацу где је почела да продаје своје производе. Кључни састојак креме, ланолин, био је при руци.
Колрејн, у региону Западне Викторије, где је њен ујак био трговац, можда је било „ужасно место“ али је био дом за око 75 милиона оваца које су лучиле велике количине ланолина. Ове овце су биле богатство нације, а огромна маса мерино оваца Западног округа производила је најфинију вуну у земљи. Да би прикрила оштар мирис ланолина, Рубинштајнова је експериментисала са лавандом, боровом кором и локвањима.
Након свађе са ујаком, била је гувернанта и конобарисала је у чајџиницама Зимског врта у Мелбурну. Тамо је нашла обожаваоца који је спреман да скупи средства за лансирање њене Crème Valaze, која је наводно укључивала биље увезено „са Карпата“. Коштала је десет пенија и продавана за шест шилинга (72 пенија). Својим муштеријама позната само као Хелена, Рубинштајн је ускоро могла да приушти отварање салона у модерној Колинс улици, продајући гламур као науку купцима чија је кожа „дијагностикована“ и којој је „прописан одговарајући третман“.
Сиднеј је био следећи, а у року од пет година, аустралијски посао је био довољно профитабилан да финансира Salon de Beauté Valaze у Лондону. Тако је Рубинштајнова основала једну од првих светских козметичких компанија. Њен пословни подухват показао се изузетно успешним и касније у животу користила је своје огромно богатство за подршку добротворним институцијама у областима образовања, уметности и здравља.
Рубинштајнова је брзо проширила своју делатност. Године 1908, њена сестра Ческа је преузела рад продавнице у Мелбурну, и са 100.000 долара, Рубинштајнова се преселила у Лондон и започела оно што је требало да постане међународно предузеће. (Жене у то време нису могле да добију банкарске кредите, тако да је новац био њен сопствени.)

### Брак и деца – Лондон и Париз
Године 1908. удала се у Лондону за америчког новинара пољског порекла Едварда Вилијама Титуса. Имали су два сина, Роја Валентина Титуса (Лондон, 12. децембар 1909 – Њујорк, 18. јун 1989) и Хорација Титуса (Лондон, 23. април 1912 – Њујорк, 18. мај 1958). На крају су се преселили у Париз где је отворила салон 1912. Њен муж је помогао у писању реклама и основао малу издавачку кућу која је објавила Љубавник леди Четерли и ангажовао Семјуела Путнама да преведе мемоаре познате манекенке Алис Прин (Кики де Монпарнас), Кикини мемоари.
Рубинштајнова је приређивала раскошне вечере и постала позната по апокрифним досеткама, као када је пијани француски амбасадор изразио љутњу према Едит Ситвел и њеном брату Сешеверелу: Vos ancêtres ont brûlé Jeanne d'Arc! Рубинштајнова, који је слабо знала француски, упитала је једног госта шта је амбасадор рекао. „Рекао је: "Ваши преци су спалили Јованку Орлеанку." Рубинштајнова је одговорила: „Па, неко је то морао да уради.“
На другој забави, Марсел Пруст ју је питао какву шминку може да носи војвоткиња. Она га је по кратком поступку отпустила јер је „мирисао на нафталин“. Рубинштајнова се касније сећала: "Како сам могла да знам да ће бити славан?"

### Селидба у Сједињене Државе
По избијању Првог светског рата, она и Титус су се преселили у Њујорк, где је 1915. отворила козметички салон, претечу ланца широм земље. Рубинштајнова је отворила безгранично америчко тржиште, и вешто га је користила, упркос озбиљним конкурентима. Ово је био почетак њеног опаког ривалства са још једном значајном женом козметичке индустрије, Елизабет Арден. Рубинштајнова и Арденова умрле су у размаку од 18 месеци. Обе су биле веома свесне ефикасног маркетинга и луксузног паковања, привлачности козметичара у уредним униформама, вредности признања славних личности и промоције псеудонауке о нези коже. Ривалство са Арденовом трајало је скоро цео њен живот. Рубинштајнова је за своју ривалку рекла: „Са њеном амбалажом и мојим производом могли смо да завладамо светом."
Од 1917. преузела је производњу и велепродајну дистрибуцију својих производа. "Дан лепоте" у разним салонима је постигао велики успех.
Године 1928. продала је амерички посао Lehman Brothers-у за 7,3 милиона долара (127 милиона долара 2022.). Након почетка Велике депресије, откупила је готово безвредне акције за мање од милион долара и на крају повећала вредност компаније на 100 милиона долара, оснивајући салоне и продајна места у десетак америчких градова. Ова сага, и њена рана пословна каријера, били су предмет недавног случаја Пословне школе Харвард. Њен каснији спа центар на Петој авенији 715. укључивао је ресторан, фискултурну салу и простирке сликара Жуана Мироа. Она је наручила од уметника Салвадора Далија да дизајнира компактни пудер као и њен портрет 1943. године, под називом Princess Arthchild Gourielle-Helena Rubinstein. Други уметници који су насликали њен портрет били су Грејем Сатерланд 1957. за Фондацију Хелена Рубинштајн, сада у Националној галерији портрета Аустралије, Мари Лоренсен 1934. (сада у Националној галерији портрета САД) Раул Дифи (1930), Роберто  Монтенегро (1941). После њене последње посете Аустралији, Вилијам Добел је насликао серију од осам портрета 1957.

### Развод и поновни брак
Након развода, 1938. године, Хелена се удала за принца Арчила Гуријели Чконија (рођеног у Грузији, 18. фебруара 1895, умро у Њујорку, 21. новембра 1955.), чија донекле замагљена матрилинеарна припадност произилази из тога што је рођен као члан нетитулиране племићке породице из Гурије, што је намамило амбициозног младића да присвоји праву титулу своје баке, рођене принцезе Гуријели.
Гуријели-Чконија је био 23 године млађи од Рубинштајнове. Жељна титуле, Рубинштајнова је ентузијастично прогонила згодног мушкарца и назвала линију мушке козметике по њему. Неки су тврдили да је брак био маркетиншки трик, укључујући Хеленину могућност да се представи као Хелена принцеза Гуријели.
Рубинштајнова је на посао носила оброк и била је штедљива у многим стварима, али је куповала врхунску одећу и вредне предмете ликовне уметности и намештај. Основала је Павиљон савремене уметности Хелена Рубинштајн у Музеју уметности у Тел Авиву, а 1957. године основала је Путујућу уметничку стипендију Хелене Рубинштајн у Аустралији. Године 1953. основала је филантропску Фондацију Хелена Рубинштајн да обезбеди средства организацијама специјализованим за здравство, медицинска истраживања и рехабилитацију.
Године 1959. Рубинштајнова је представљала америчку козметичку индустрију на Америчкој националној изложби у Москви.

## Смрт и наслеђе
Хелена је умрла 1. априла 1965. природном смрћу и сахрањена је на гробљу Моунт Оливет у Квинсу. Неки њени предмети, укључујући афричку и ликовну уметност, намештај и викторијански намештај тапациран љубичастом бојом, продати су 1966. на аукцији у  Њујорку.
Једна од бројних њених изрека била је: „Не постоје ружне жене, само лење“. Научну студију о њеним ексклузивним салонима лепоте и о томе како су они утицали на концептуалне границе у то време између моде, уметничких галерија, домаћег ентеријера и верзија модернизма истражила је Мари Џ. Клифорд. Дугометражни документарни филм, The Powder & the Glory (2009) детаљно описује ривалство између Хелене Рубинштајн и Елизабет Арден.
Године 1973. компанија Хелена Рубинштајн, Inc. је продата Colgate-Palmolive-у, а сада је у власништву Л'Ореал-а. Преузимање компаније Л'Ореал  изазвало је велики скандал јер је оснивач компаније Јуџин Шулер био ентузијастичан сарадник нациста током рата, а након тога, Л'Ореал је постао озлоглашен по запошљавању бивших нациста у бекству. Жак Корез, који је припремио преузимање, био је један од њих: био је активан у експропријацији јеврејске имовине у Паризу.
Л'Ореал - УНЕСКО награда "За жене у науци" позната је и као награда Хелена Рубинштајн за жене у науци.
Фондација Хелена Рубинштајн, која је основана 1953. године, радила је до 2011. и на крају је поделила скоро 130 милиона долара током шест деценија, првенствено образовним, уметничким и локалним организацијама у Њујорку. Фондација је била дугогодишњи присталица дечијих програма за филијалу WNET њујоршке телевизијске мреже ПБС.
Јеврејски музеј на Менхетну био је домаћин изложбе „Хелена Рубинштајн: Лепота је моћ“, прве музејске изложбе посвећене Рубинштајновој, од 31. октобра 2014. до 22. марта 2015.